# Erwin Schopper
Erwin Schopper (* 26. Juni 1909 in Heilbronn; † 29. Juni 2009 in Bad Soden am Taunus) war ein deutscher Physiker und galt als Pionier der Schwerionenphysik. 1956 gründete er in Frankfurt am Main das Institut für Kernphysik der Johann Wolfgang Goethe-Universität. Zusammen mit Walter Greiner gehörte er 1969 zu den Gründern der Gesellschaft für Schwerionenforschung (heute: GSI Helmholtzzentrum für Schwerionenforschung) in Darmstadt.

## Leben
Erwin Schopper studierte ab 1927 Physik, zunächst an der Universität Tübingen und dort unter anderem bei Walther Gerlach; spätere Studienorte waren Berlin (u. a. bei Max Planck) und München (bei Arnold Sommerfeld). 1931 begann er seine Dissertation an der damaligen TH Stuttgart im Fachgebiet Experimentalphysik in der Arbeitsgruppe von Erich Regener, bei dem er mithilfe fotografischer Emulsionen die Spuren ionisierender Teilchen aufzeichnete und die er 1934 mit der Promotion zum Dr. rer. nat. abschloss. Von 1934 bis 1937 war Schopper als Wissenschaftlicher Assistent am Physikalischen Institut der TH Stuttgart beschäftigt, anschließend bis zum Ende des Zweiten Weltkriegs als Abteilungsleiter am Wissenschaftlichen Zentrallabor der Firma Agfa in Wolfen, die damals zur I. G. Farbenindustrie gehörte.
In Zusammenarbeit mit dem Agfa-Zentrallabor leistete er Pionierarbeit auf dem Gebiet der Erforschung der Stratosphäre, indem er seine „Kernspur-Emulsionen“ per Heißluftballon in die Stratosphäre aufsteigen ließ, um auf diese Weise die kosmische Strahlung zu untersuchen. Mithilfe seiner „Kernspurdetektoren“ konnte Schopper 1937 als erster eine durch Neutronen induzierte, vollständige Fragmentierung eines Silberkerns nachweisen. Die von ihm weiterentwickelte Vorgehensweise führte Ende der 1940er-Jahre u. a. zum Nachweis des Pion.
1945 kehrte Erwin Schopper als Wissenschaftlicher Assistent zurück ans Stuttgarter Physikalische Institut und schloss dort 1948 seine bereits 1935 begonnene Habilitation ab. Daraufhin wurde er noch im gleichen Jahr in Stuttgart zum Dozenten und 1950 zum außerplanmäßigen Professor für Experimentalphysik berufen. 1952 übernahm er zusätzlich als Wissenschaftliches Mitglied der Max-Planck-Gesellschaft die Leitung eines Hochspannungslaboratorium in Hechingen, einer Außenstelle des Max-Planck-Instituts für Physik der Stratosphäre. Mit dem dortigen 1,5 Mega-Volt-Kaskadenbeschleuniger begann in Deutschland eine neue Ära kernphysikalischer Arbeiten, insbesondere der Beschuss schwerer Atomkerne mit beschleunigten Neutronen. Diesen Beschleuniger brachte Schopper 1956 bei seiner Berufung nach Frankfurt mit.
Schopper arbeitete in Frankfurt verstärkt auf dem Gebiet der Strahlenbiologie, einem Forschungsschwerpunkt, den Friedrich Dessauer in den 1920er-Jahren in Frankfurt begründet hatte. Schopper untersuchte an Pflanzensamen und Steinkrebsen, welche Schäden hochenergetische Teilchen der kosmischen Höhenstrahlung in biologischem Gewebe verursachen. Seine Experimente waren 1977 unter anderem Teil des Apollo-Sojus-Test-Projekt; damals war dem Frankfurter Fachbereich Biologie auch ein Institut für extraterrestrische Biologie angegliedert.
Erwin Schopper wurde 1979 emeritiert. Er lebte zuletzt in Bad Soden am Taunus, wo er am 29. Juni 2009, drei Tage nach seinem 100. Geburtstag, starb; an den Feiern zu seinem Geburtstag hatte er noch kurz teilnehmen können.

## Mitgliedschaften und Ehrungen
Erwin Schopper war von 1963 bis 1971 Mitglied der Deutschen Atomkommission (Nachfolger: Strahlenschutzkommission), er war für die OECD und den Europarat beratend in Haftungsfragen der Kernenergie tätig, und er war Vorsitzender der Arbeitsgruppe „Space Biophysics“ im Joint Committee of Science and Technology des Europarates.
1977 erhielt Schoppers Arbeitsgruppe für ihre Arbeiten zur Strahlenbiologie den Group Achievement Award der US-amerikanischen Raumfahrtbehörde NASA. 1984 wurde er mit dem Bundesverdienstkreuz I. Klasse ausgezeichnet.

## Belege
1. ↑  Erwin Schopper starb mit 100. In: Frankfurter Neue Presse (Onlineausgabe) vom 3. Juli 2009

| Personendaten    | Personendaten       |
| ---------------- | ------------------- |
| NAME             | Schopper, Erwin     |
| KURZBESCHREIBUNG | deutscher Physiker  |
| GEBURTSDATUM     | 26. Juni 1909       |
| GEBURTSORT       | Heilbronn           |
| STERBEDATUM      | 29. Juni 2009       |
| STERBEORT        | Bad Soden am Taunus |